# 피로연

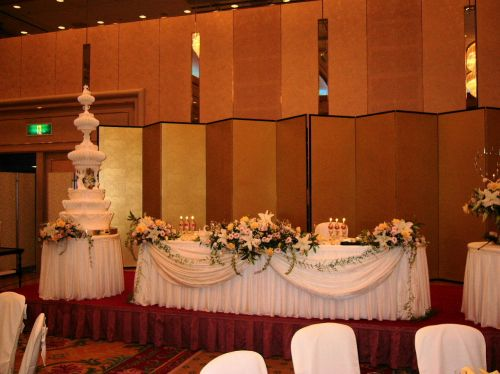
피로연의 기본 테이블

피로연(披露宴, 영어: wedding reception)은 결혼을 널리 알리기 위하여, 친척, 지인, 친구들을 초대해 접대하는 연회이며 피로연은 종교적인 색채가 짙은 의식으로 결혼식과 함께 열리는 경우가 많다.